# Edwin Schraeder
Edwin Schraeder va ser un ciclista danès, que va córrer de 1896 a 1897. Es dedicà al ciclisme en pista de manera amateur i va aconseguir dues medalles, una d'elles d'or, al Campionat del món en Velocitat.

## Palmarès
- 1897
  -  Campió del món amateur en velocitat